# Norbourne Estates (Kentucky)
Pour les articles homonymes, voir Norbourne Estates.
Norbourne Estates est une ville américaine située dans le comté de Jefferson, dans le Kentucky. Selon le recensement de 2020, sa population est de 437 habitants.